# 239593 Tianwenbang
239593 Tianwenbang este un asteroid din centura principală de asteroizi.

## Descriere
239593 Tianwenbang este un asteroid din centura principală de asteroizi. A fost descoperit pe 20 octombrie 2008 la Observatorul Lulin de Hsiao H.-Y. și Ye Quan-Zhi. Asteroidul prezintă o orbită caracterizată de o semiaxă mare de 2,33 ua, o excentricitate de 0,06 și o înclinație de 3,6° în raport cu ecliptica.